# Uruguays geografi
Uruguay er et land i Sydamerika, der er omgivet af Argentina og Brasilien og derudover grænser op til Atlanterhavet. Det har et areal på 176.220 km² og ligger i et område mellem 53° og 58° vestlig længde og mellem 30° og 35° sydlig bredde.

## Landskab
Den sydlige del af landet består af lavland. Inde i landet er der for det meste småkuperet bakkeland, og Uruguays højeste punkt er 540 m. Det meste af landet er dækket af græsslette, som også kaldes pampas. Langs flodbredderne vokser spredt skov, og i de sydligste områder findes enkelte områder med savanne.
I den vestlige del af landet løber floden Uruguay, der munder ud i æstuariet Río de la Plata, overgangen til Atlanterhavet.

## Klima
Uruguay har et mildt og fugtigt subtropisk klima med nedbør i alle årstider. Den koldeste måned er juli med en gennemsnitstemperatur på 10–13 grader, mens den varmeste måned er januar med en gennemsnitstemperatur på 22–25 grader. Den årlige nedbør varierer mellem 900 og 1.300 millimeter.

## Eksterne links
- Uruguayanske regering Portal Arkiveret 9. august 2011 hos  Wayback Machine

30°S 60°V / 30°S 60°V